# Мартыново (Тутаевский район)
В Ярославской области есть ещё две деревни Мартыново, в Мышкинском и Первомайском районах.
Мартыново — деревня Артемьевского сельского округа Артемьевского сельского поселения Тутаевского района Ярославской области .
Деревня расположена к западу от города Тутаева, на левом, в данном случае северном берегу сильно петляющей речки Рыкуша, правого притока Волги, протекающего в глубокой долине с обрывистыми берегами. Она удалена на 2 км к юго-западу от федеральной трассы Р151 Ярославль — Рыбинск, на участке Тутаев — Рыбинск. Ниже по течению Рыкуши с другой стороны от федеральной трассы стоит деревня Рыково. На расстоянии около 1 км к юго-востоку от деревни, ниже по течению и на противоположном правом берегу Рыкуши стоит деревня Борисовское, которая находится уже в Константиновском сельском поселении. На расстоянии 1,5 км к северо-западу деревня Голенищево . В окрестностях деревни находятся садовые товарищества.
Деревня Мартынова указана на плане Генерального межевания Борисоглебского уезда 1792 года. В 1825 Борисоглебский уезд был объединён с Романовским уездом. По сведениям 1859 года деревня относилась к Романово-Борисоглебскому уезду .
На 1 января 2007 года в деревне Мартыново числилось 5 постоянных жителей . По карте 1975 г. в деревне жил 31 человек. Деревню обслуживают два почтовых отделения, находящихся в городе Тутаев: отделение Тутаев (152300) обслуживает 12 домов на Первой Дачной и 5 домов на Второй Дачной улицах , отделение Тутаев-3 (152303) обслуживает  40 домов на улице Центральная  .